# Coloburella vandeli
Coloburella vandeli is een springstaartensoort uit de familie van de Isotomidae. De wetenschappelijke naam van de soort is voor het eerst geldig gepubliceerd in 1951 door Cassagnau & Delamare.